# Brug 877
Brug 877 is de aanduiding van twee verschillende bouwkundige kunstwerken in Amsterdam-Zuidoost.

## Versie 1
De eerste versie dateerde uit de periode rondom 1980. Dirk Sterenberg, ook al verantwoordelijk voor brug 874, brug 875 en brug 876, ontwierp voor de Dienst der Publieke Werken een houten voetbrug van twee meter breed voor de parkachtige omgeving van het GCEI (Gemeentelijk Centrum Elektronische Informatieverwerking) aan de Paalbergweg 1-3. Het bruggetje werd ondersteund door betonnen brugpijlers, maar overspanning en leuningen waren van hout (azobé en afzelia). Het bruggetje sneuvelde vermoedelijk tijdens de werkzaamheden voor de Gaasperdammertunnel. De brug lag namelijk over een afwateringstocht van de Gaasperdammerweg en bij de transformatie van weg naar tunnel sneuvelden tal van bruggen.

## Versie 2
Aan de overzijde van die Gaasperdammerweg (noordkant) werd echter een afwateringstocht verlegd en daarbij was een bruggetje nodig. Het brugnummer verhuisde als het ware mee en sinds 2019 leidt de brug 877 voet- en fietsverkeer op het Haarlerbergpad in en uit de tunnel die ontstaan is door bouw van de Haarlerbergpadbrug, die in 2021 in gebruik werd genomen. De ontwerper van de brug is onbekend; het is vermoedelijk Rijkswaterstaat, die alle bouwkundige kunstwerken voor dit deel van Rijksweg 9 ontwierp.
<<< · 801 · 802 · 803 · 804 · 805 · 808 · 811 · 812 · 813 · 814 · 815 · 816 · 817 · 818 · 819 · 820 · 821 · 822 · 823 · 824 · 825 · 826 · 827 · 828 · 829 · 830 · 831 · 832 · 833 · 834 · 835 · 836 · 837 · 838 · 839 · 840 · 841 · 842 · 844 · 845 · 846 · 848 · 849 · 850 ·  854 · 856 · 857 · 858 · 859 · 860 · 863 · 864 · 865 · 866 · 867 · 868 · 869 · 870 · 871 · 872 · 873 · 875 · 876 · 877 · 889 · 890 · 891 · 892 · 893 · 895 · 896 · 897 · 898 · 899 · >>>
Brugnummers 800, 806, 807, 809, 810, 843 (gesloopt, Uilenstede, Amstelveen), 847 (Uilenstede, Amstelveen) , 851 (gesloopt, Dirk Sterenberg), 852 (gesloopt, Dirk Sterenberg), 853 (gesloopt, Dirk Sterenberg), 855, 861, 862, 874, 878, 879, 880, 881, 882, 883, 884, 885, 886, 887, 888, 894 zijn niet (meer) vergeven.